# Publio Licinio Crasso
Publio Licinio Crasso (Roma, 86 a.C. circa – Carre, 9 giugno 53 a.C.) è stato un politico e generale romano, figlio minore del triumviro Marco Licinio Crasso.
Nacque attorno all'86 a.C. dalla nobile famiglia dei Licinii e militò sotto Gaio Giulio Cesare nei primi tre anni delle campagne militari che portarono alla conquista della Gallia. Ebbe gran merito nella spedizione gallica, comandando brillantemente le operazioni che ridussero l'intera Aquitania sotto il potere romano.

## Biografia
Nel 58 a.C. si recò con Cesare in Gallia, dove combatté col grado di praefectus equitum, ossia come comandante della cavalleria, contro i Germani di Ariovisto. Nel 57 a.C. compare, sempre in Gallia, al comando della settima legione con la quale sottomise i Veneti, gli Unelli, gli Osismi, i Coriosoliti, gli Esuvi, gli Aulerci e i Redoni. Nel 56 a.C. combatté in Aquitania, come riporta Cesare, sottomettendola per suo conto e inviandogli ostaggi di numerosi popoli tra cui i Tarbelli, i Bigerrioni, i Pziani, i Vocati, i Tarusati, gli Elusati, i Gati, gli Ausci, i Garonni, i Sibulati e i Cocosati. Nel 54 a.C. anche il fratello maggiore, Marco Licinio, fu con una legione presso i Bellovaci.
Alla fine del 56 o a gennaio del 55 a.C. Publio tornò a Roma con molti soldati in licenza, tra cui svariati Galli, per appoggiare l'elezione al consolato di suo padre e di Pompeo, che ottennero questo ufficio. Durante la permanenza nell'Urbe sposò Cornelia Metella, figlia di Quinto Cecilio Metello, ultima erede degli Scipioni.
Divenne anche triumviro monetale (come dimostrano monete con la sua effigie) ed entrò nel collegio degli auguri, incarico con un forte peso politico. Partì da Brindisi alla fine del 55 per seguire il padre alla volta della provincia romana di Siria e si occupò dei preparativi della spedizione partica. Combatté con lui nella battaglia di Carre, dove l'esercito romano incorse in una grave disfatta. Publio, dopo un fallito attacco al comando della cavalleria gallica, scampò alla cattura, ma subito dopo si fece dare la morte dal suo attendente. La sua testa mozzata fu issata su un'asta dagli uomini del Surena e mostrata al padre, dopodiché la battaglia non poté più risollevarsi. Lo stesso Marco fu ucciso a sua volta dai Parti e il suo corpo mutilato della testa, poi riempita d'oro, come scrive Anneo Floro.
Cicerone, inserendolo tra i personaggi del Brutus, ha lasciato di Crasso l'immagine di una personalità colta, che ricevette una accurata educazione ed ebbe raffinate capacità oratorie.